# Avery Corman
Avery Corman (New York, 28 novembre 1935) è uno scrittore statunitense.
È conosciuto per i suoi libri Oh, Dio! (1971) e Kramer contro Kramer (1971), entrambi adattati per il grande schermo, rispettivamente con Bentornato Dio! (1977) e Kramer contro Kramer (1979).

## Carriera
Corman è l'autore di Oh, Dio! (1971), adattato per il cinema nel 1977 con Bentornato Dio!; Kramer contro Kramer, la cui trasposizione cinematografica si è aggiudicata il premio Oscar al miglior film nel 1980. In Italia sono editi anche Il vecchio quartiere (1980) e Il bene di Liz (1992).

## Biografia
Corman è nato nel Bronx, a New York, dove ha frequentato sia la scuola pubblica, sia - presso l'Università di New York - la DeWitt Clinton High School.
È stato sposato per trentasette anni con Judy Corman, morta nel 2004.

## Opere
In Italia
- Oh, Dio! (Oh, God!) (1971)
- Kramer contro Kramer (Kramer vs. Kramer) (1977)
- Il vecchio quartiere (The Old Neighborhood) (1980)
- Il bene di Liz (Prized Possessions) (1992)

Inediti in Italia
- The Bust-Out King (1977)
- 50 (1987)
- The Big Hype (1992)
- A Perfect Divorce (2004)
- The Boyfriend from Hell (2006)